# Riccia papulosa
Riccia papulosa là một loài rêu trong họ Ricciaceae. Loài này được (Stephani) Stephani mô tả khoa học đầu tiên năm 1889.